# Phymatodes fulgidus
Phymatodes fulgidus là một loài bọ cánh cứng trong họ Cerambycidae.